# Jan Fellerer
Jan Fellerer (ur. 1968 r. w Monachium) – niemiecki lingwista oraz filolog.

## Życiorys
Urodził się w Monachium w 1968 roku. W 1995 ukończył studia na kierunku filologia słowiańska Uniwersytetu Wiedeńskiego (Universität Wien). Doktorat obronił na Uniwersytecie w Bazylei (Universität Basel) w 1999 roku. Jest zaangażowany w liczne akademickie i pozaakademickie inicjatywy mające na celu promocję badań nad językami Europy Środkowo-Wschodniej w Wielkiej Brytanii, np. CEELBAS, BASEES, Instytut Kultury Polskiej w Londynie.

## Dydaktyka
Po kilku latach pracy na Uniwersytecie w Bazylei, gdzie obronił swoją pracę doktorską, objął stanowisko wykładowcy na Uniwersytecie Oksfordzkim (University of Oxford), w Wolfson College, na Wydziale Lingwistyki, Filologii i Fonetyki oraz Wydziale Mediewistyki i Neofilologii (Faculty of Medieval and Modern Languages). Naucza przedmiotów takich jak język polski, historia języków polskiego, ukraińskiego i czeskiego, gramatyka opisowa i analiza współczesnego języka polskiego, literatura polska, Praska Szkoła Lingwistyczna, filologia porównawcza języków słowiańskich. W 2011 pracował w Center for Urban History we Lwowie.

## Nauka
Jego zainteresowania akademickie związane są z lingwistyką i ogólnie pojętą filologią polską, czeską oraz ukraińską ze specjalnym naciskiem na okres współczesny, od późnego wieku XVIII aż do dziś. Jego publikacje skupiają się na składni języków słowiańskich, językowych aspektach historii Polski, Czech i Ukrainy, analizie dyskursu, kontakcie językowym oraz socjolingwistyce historycznej. Jest autorem książki o wielojęzyczności w XIX-wiecznej Galicji oraz pracy zbiorowej o dyskursach oporu w późnym okresie monarchii Habsburskiej. Jan Fellerer został głównym badaczem projektu finansowanego przez Arts & Humanities Research Council, poświęconego subkulturom w środkowo-wschodniej Europie. W 2017 otrzymał stypendium naukowe Leverhulme.

## Publikacje
- Urban Multilingualism in East-Central Europe. The Polish Dialect of Late-Habsburg Lviv, Studies in Slavic, Baltic, and Eastern European Languages and Cultures (Lanham/MD; London, Lexington Books / Rowman & Littlefields, 2020).
- Lviv and Wrocław, Cities in Parallel? Myth, Memory and Migration, c.1890-Present, ed. with R. Pyrah (Budapest: Central European University Press, 2020).
- Identities In-Between in East-Central Europe, Routledge Histories of Central and Eastern Europe, ed. with R. Pyrah; M. Turda (London; New York, Routledge, 2019).
- ‘Accusative of Negation in ‘Borderland’ Polish’, Russian Linguistics 43.2 (2019), 159-180.
- ‘Reconstructing Multilingualism in Everyday Life. The Case of Late Habsburg Lviv’, in: Language Diversity in the Late Habsburg Empire, eds. Bethke, C.; Prokopovych, M.; Scheer, T. (Leiden, Brill, 2019), 218-243.
- ‘Gwara mieszana. Próba sprecyzowania pojęcia na podstawie cech składniowych polszczyzny południowo-kresowej Lwowa sprzed 1939 roku’, in: Historia języka, dialektologia i onomastyka w nowych kontekstach interpretacyjnych, ed. Przybylska, R.; Rak, M.; Kwaśnicka-Janowicz, A. (Kraków, Uniwersytet Jagielloński, 2018), 267-276.
- ‘Ukrainian in Austria-Hungary (1905-1918) and Interwar Eastern Europe (1918-1939)’, Harvard Ukrainian Studies 35.1-4 (2017-2018), 105-124; and in: The Battle for Ukrainian. A Comparative Perspective, ed. Graziosi, A.; Flier, M. (Cambrdige/Mass., Harvard University Press, 2017), 119-142.
- ‘Theories of Language’, in: The Oxford Handbook of European Romanticism, ed. P. Hamilton (Oxford, University Press, 2016), 788-806.
- ‘Re-defining “Sub-culture”. A New Lens for Understanding Hybrid Cultural Identities in East-Central Europe. With a Case Study from Early 20th Century L’viv-Lwów-Lemberg’ [with Robert Pyrah], in: Nations and Nationalism 21/4 (2015), 700-720.
- ”Żeby wstydu nie było”. The Rise of Polish Substandard’, in: Język polski – 25 lat po przełomie. Die polnische Sprache – 25 Jahre nach der Wende, ed. Scheller-Boltz, D. (Hildesheim, Zürich, New York, Olms, 2014), 159-180.
- ‘Miejska gwara lwowska do 1914 roku. Problemy badawcze’, in: Badania dialektologiczne. Stan, perspektywy, metodologia, eds. Rak, M.; Sikora, K. (Kraków, Księgarnia Akademicka, 2014), 95-105.
- ‘La liberté linguistique. Aspects de l’argot des jeunes Polonais depuis 1989’, in: L’Europe centrale et orientale depuis 1989. Changer le monde avec des mots, ed. Gautier, B. (Paris, L’Harmattan, 2013), 49-61.
- ‘From Older Ruthenian (“prostaja mova”) to the so-called “jazyčije”. Two Galician tax laws of 1850’, in: Studien zur Sprache und Literatur bei den Slawen. Gedenkschrift für George Y. Shevelov aus Anlass seines 100. Geburtstages, eds. Danylenko, A.; Wakulenko, S. (Munich, Sagner, 2012), 136-153.
- Multilingual states and empires in the history of Europe. The Habsburg Monarchy, in: The Languages and Linguistics of Europe, eds. Kortmann, B.; van der Auwera, J. (Berlin; Boston, de Gruyter, 2011), 713-728.
- ‘Próba wyjaśnienia zmian walencji czasowników typu “napełnić (coś, czegoś)”’, in: Badania historycznojęzykowe. Stan, metodologia, perspektywy , eds. Dunaj, B.; Rak, M. (Kraków, Księgarnia Akademicka, 2011), 289-295.
- ‘Ukrainian Galicia at the crossroads. The “Ruthenian Alphabet War” of 1834’, in: Recontextualizing East-Central European History. Nation, Culture and Minority Groups, eds. Turda, M.; Pyrah, R. (Oxford, Legenda, 2010), 106-124.
- ‘Granica między składnią a słowotworstwem. Kilka uwag o stronie w języku polskim’, LingVaria, 8.2 (2009), 23-33.
- ‘Instrumentalphrasen in der Ereignisstruktur polnischer Verben’, Zeitschrift für Slawistik, 53.3 (2008), 353-369.
- ‘Boehmische Länder und Polen’, in: Geschichte der Buchkultur. Renaissance, ed. Noe, A. (Graz, Akademische Druck- und Verlagsanstalt, 2008), 459-537.
- Mehrsprachigkeit im galizischen Verwaltungswesen (1772-1914). Eine historisch-soziolinguistische Studie zum Polnischen und Ruthenischen (Ukrainischen), Bausteine zur Slavischen Philologie und Kulturgeschichte 46 (Köln; Weimar, Böhlau, 2005).
- ‘Zagadnienia struktury eliptycznej w jezyku polskim’, in: Język. Literatura. Dydaktyka, 1, eds. Opoka, J.; Oskiera, A. (Łódź, Wyższa Szkoła Humanistyczno-Ekonomiczna, 2003), 31-45.
- Widerstandskonstruktionen. Diskursanalytische Studien zu Österreich im 19. Jahrhundert, ed. with M. Metzeltin (Wien, 3 Eidechsen, 2003).
- ‘Discourse and hegemony. The case of the Ukrainian language in Galicia under Austrian rule’, in: Diglossia and Power. Language Policies and Practice in the 19th Century Habsburg Empire, ed. Rindler Schjerve, R. (Berlin; New York, Mouton de Gruyter, 2003), 107-166.
- ‘Texttypologie’, in: Lexikon der Romanistischen Linguistic, I.2, eds. Holtus, G.; Metzeltin, M.; Schmitt, C. (Tübingen, Max Niemeyer, 2001), 730-771.
- ”Competing’ Parameters of Phrase Structure in Early Modern Polish’, in: Generative Linguistics in Poland. Syntax and Morphosyntax, eds. Przepiorkowski, A; Banski, P. (Warszawa, Polska Akademia Nauk, 2001), 39-51.
- ‘Slavisch und Romanisch’, in: Lexikon der Romanistischen Linguistik, VII, eds. Holtus, G.; Metzeltin, M.; Schmitt, C. (Tübingen, Max Niemeyer, 1998), 184-230.
- ‘Sprache und Politik: Das galizische Verwaltungswesen’ (1772 – 1914), in: Österreichische Osthefte, 4, (LIT Verlag, 2004), 51-90.
- ‘Język esejów Herberta. Między poezją a nauką’ in: Zbigniew Herbert i poetyka daru, eds. Gautier, B.; Urbanowski, M. (Kraków, Wydawnictwo Uniwersytetu Jagiellońskiego, 2020).